# Ceratocapsus pilosulus
Ceratocapsus pilosulus är en insektsart som beskrevs av Knight 1930. Ceratocapsus pilosulus ingår i släktet Ceratocapsus och familjen ängsskinnbaggar. Inga underarter finns listade i Catalogue of Life.